# Nectarinia famosa
Nectarinia famosa е вид птица от семейство Нектарникови (Nectariniidae).

## Разпространение
Видът е разпространен в Бурунди, Етиопия, Замбия, Зимбабве, Демократична република Конго, Кения, Лесото, Малави, Мозамбик, Намибия, Руанда, Судан, Свазиленд, Танзания, Уганда, Южна Африка и Южен Судан.